# الوحدة العربية والوحدة الوطنية (كتاب)
الوحدة العربية والوحدة الوطنية كتاب من تأليف عبد السلام عارف والذي له ثلاثة كتب منها كتابه الموسوم: الوحدة العربية والوحدة الوطنية.
وقد بدأ بكتابته بشكل متقطع، استنادا لزميل سلاحه الزعيم رشاد حسن البكري، في مطلع سنة 1957 وعنونه بداية الامر: الشروط الوطنية للوحدة القومية. ثم توقف عن الكتابة بعد قيام حركة 14 يوليو \ تموز 1958، وعاود الكتابة في السجن العسكري رقم واحد، عام 1959، حيث انجز مسودته في السجن. يقع الكتاب في 174 صفحة. يتحدث عارف في المقدمة عن طموحه الثوري والوحدوي وان الدافع وراء قيامه مع زملائه في تنظيم الضباط الوطنيين هو تحرير العراق من السيطرة البريطانية بعد تحرر عدد من البلدان العربية من السيطرة الاجنبية. إضافة إلى تحقيق هدف الوحدة العربية. كما تحدث عارف في المقدمة عن معاناته في السجن وعن براءته، وعن مأثره في اسهامه في حركة تموز \ يوليو 1958.
خلاصته الكتاب يتحدث عبد السلام عارف عن أهمية تحقيق الوحدة الوطنية قبل الشروع بالوحدة العربية أو الوحدة القومية كما اسماها في بعض الفصول. وعن مناقشات الاسلوب الأمثل لتحقيق الوحدة والتي تم مناقشتها في تنظيم الضباط الوطنيين "أو الاحرار"، حيث اقترح بعض القياديين في اللجنة العليا اسلوب الوحدة الفورية والشاملة، واخرون اقترحوا تحقيق الوحدة الإقليمية التدريجية وعارف كان احدهم، وتحدث عن تجربته الشخصية من خلال اسفاره ورحلاته للكثير من البلدان العربية والتي تركت له انطباعاته عن خصوصيات المجتمعات العربية. وتحدث باسهاب عن تصوره لخصوصية كل بلد عربي من خلال العادات والتقاليد الخاصة بكل مجتمع عربي، وقال بان الكثير من التناقضات موجودة في البلدان العربية من خلال وجود فئات وطوائف مختلفة. فلا يمكن تحقيق الوحدة العربية بالكامل دون تحقق ماسماه استتباب الأمن في كل بلد من جهة ومنح الحقوق الثقافية للفئات الأخرى من جهة أخرى.
كما اعتبر تحقيق الوحدة من خلال توحيد المؤسسات العسكرية والمدنية شيء مهم قبل الانطلاق بالوحدة المتأنية اما ارائه بشأن الوحدة الفورية، فوصفها في كتابه بانها حتما ستواجه صعوبات وعراقيل.